# Associação Olímpica de Itabaiana
L'Associação Olímpica de Itabaiana és un club de futbol brasiler de la ciutat d'Itabaiana a l'estat de Sergipe.

## Història
El club va ser fundat el 10 de juliol de 1938, després de la desaparició del Botafogo Sport Club. Va participar en el Campeonato Brasileiro Série A de 1974, 1979, 1980, 1981 i 1982. També ha guanyat 10 cops el Campionat sergipano (fins a l'any 2012).

## Estadi
El club disputa els seus partits com a local a l'Estadi Presidente Emílio Garrastazu Médici. Té una capacitat màxima per a 14.123 espectadors. Fou inaugurat el 5 de març de 1971 en un partit davant el Grêmio.

## Palmarès
- Taça Nordeste::
  - 1971

- Campionat sergipano:
  - 1969, 1973, 1978, 1979, 1980, 1981, 1982,[5] 1997, 2005, 2012

- Copa Governo do Estado de Sergipe:
  - 2006, 2007